# Prospero Colonna (cardinale 1674)
Prospero Colonna (Marino, 17 novembre 1672 – Roma, 4 marzo 1743) è stato un cardinale italiano.

## Biografia
Figlio di Filippo Colonna (*1642 †20.IV.1686) e di Cleria Cesarini (*22.V.1655 †12.IX.1735), nacque a Marino, sui Colli Albani, storico feudo della famiglia Colonna.
Si laureò all'Archiginnasio di Roma nel 1694.
Nel giugno di quello stesso anno fu ordinato prelato e nominato protonotario apostolico da papa Innocenzo XII. Sotto papa Clemente XI fu vicedelegato a Ferrara, e chierico di camera. Nel 1721 papa Innocenzo XIII lo promosse uditore di camera, e il 30 settembre 1739 papa Clemente XII lo elevò al rango cardinale diacono di Sant'Angelo in Pescheria. Sappiamo che, insieme ad altri incarichi, fu membro della Congregazione della Fabbrica di San Pietro e della Sacra Consulta.
Morì a Roma il 4 marzo 1743. Fu sepolto nella cappella Colonna-Tomacelli della basilica di San Giovanni in Laterano.

## Albero genealogico
|                                                           |                                                     |                                             | Genitori                                         |  |  | Nonni |  |  | Bisnonni                                             |  |  | Trisnonni                                 |  |
|                                                           |                                                     |                                             |                                                  |  |  |       |  |  | Filippo I Colonna di Paliano, VI principe di Paliano |  |  | Fabrizio Colonna, III principe di Paliano |  |
|                                                           |                                                     |                                             |                                                  |  |  |       |  |  | Filippo I Colonna di Paliano, VI principe di Paliano |  |  | Fabrizio Colonna, III principe di Paliano |  |
|                                                           |                                                     | Anna Borromeo                               |                                                  |  |  |       |  |  | Filippo I Colonna di Paliano, VI principe di Paliano |  |  |                                           |  |
| Marcantonio V Colonna di Paliano, VII principe di Paliano |                                                     |                                             |                                                  |  |  |       |  |  | Filippo I Colonna di Paliano, VI principe di Paliano |  |  |                                           |  |
|                                                           |                                                     | Lucrezia Tomacelli                          | Giacomo Tomacelli, signore di Galatro            |  |  |       |  |  |                                                      |  |  |                                           |  |
|                                                           |                                                     | Lucrezia Tomacelli                          | Giacomo Tomacelli, signore di Galatro            |  |  |       |  |  |                                                      |  |  |                                           |  |
|                                                           |                                                     | Lucrezia Tomacelli                          | Ippolita Ruffo di Bagnara                        |  |  |       |  |  |                                                      |  |  |                                           |  |
| Filippo Colonna, signore di Sonnino                       |                                                     | Lucrezia Tomacelli                          |                                                  |  |  |       |  |  |                                                      |  |  |                                           |  |
|                                                           |                                                     | Lorenzo Gioeni, II principe di Castiglione  | Tommaso Gioeni, I principe di Castiglione        |  |  |       |  |  |                                                      |  |  |                                           |  |
|                                                           |                                                     | Lorenzo Gioeni, II principe di Castiglione  | Tommaso Gioeni, I principe di Castiglione        |  |  |       |  |  |                                                      |  |  |                                           |  |
|                                                           |                                                     | Lorenzo Gioeni, II principe di Castiglione  | Susanna Beccadelli                               |  |  |       |  |  |                                                      |  |  |                                           |  |
| Isabella Gioeni                                           |                                                     | Lorenzo Gioeni, II principe di Castiglione  |                                                  |  |  |       |  |  |                                                      |  |  |                                           |  |
|                                                           |                                                     | Antonia Avarna, baronessa di Santa Caterina | Niccolò Maria Avarna, barone di Santa Caterina   |  |  |       |  |  |                                                      |  |  |                                           |  |
|                                                           |                                                     | Antonia Avarna, baronessa di Santa Caterina | Niccolò Maria Avarna, barone di Santa Caterina   |  |  |       |  |  |                                                      |  |  |                                           |  |
|                                                           |                                                     | Antonia Avarna, baronessa di Santa Caterina | Isabella Saccano                                 |  |  |       |  |  |                                                      |  |  |                                           |  |
| Prospero Colonna di Stigliano                             |                                                     | Antonia Avarna, baronessa di Santa Caterina |                                                  |  |  |       |  |  |                                                      |  |  |                                           |  |
|                                                           | Giovanni Giorgio II Cesarini, II duca di Civitanova | Giuliano II Cesarini, I duca di Civitanova  |                                                  |  |  |       |  |  |                                                      |  |  |                                           |  |
|                                                           | Giovanni Giorgio II Cesarini, II duca di Civitanova | Giuliano II Cesarini, I duca di Civitanova  |                                                  |  |  |       |  |  |                                                      |  |  |                                           |  |
|                                                           | Giovanni Giorgio II Cesarini, II duca di Civitanova | Livia Gravina                               |                                                  |  |  |       |  |  |                                                      |  |  |                                           |  |
| Giuliano III Cesarini, principe di Genzano                | Giovanni Giorgio II Cesarini, II duca di Civitanova |                                             |                                                  |  |  |       |  |  |                                                      |  |  |                                           |  |
|                                                           |                                                     | Cornelia Caetani                            | Filippo Caetani, VII duca di Sermoneta           |  |  |       |  |  |                                                      |  |  |                                           |  |
|                                                           |                                                     | Cornelia Caetani                            | Filippo Caetani, VII duca di Sermoneta           |  |  |       |  |  |                                                      |  |  |                                           |  |
|                                                           |                                                     | Cornelia Caetani                            | Camilla Caetani dell'Aquila                      |  |  |       |  |  |                                                      |  |  |                                           |  |
| Cleria Cesarini                                           |                                                     | Cornelia Caetani                            |                                                  |  |  |       |  |  |                                                      |  |  |                                           |  |
|                                                           |                                                     | Bernardino Savelli, II principe di Albano   | Paolo Savelli, I principe di Albano              |  |  |       |  |  |                                                      |  |  |                                           |  |
|                                                           |                                                     | Bernardino Savelli, II principe di Albano   | Paolo Savelli, I principe di Albano              |  |  |       |  |  |                                                      |  |  |                                           |  |
|                                                           |                                                     | Bernardino Savelli, II principe di Albano   | Caterina Savelli di Ariccia                      |  |  |       |  |  |                                                      |  |  |                                           |  |
| Margherita Savelli di Venafro                             |                                                     | Bernardino Savelli, II principe di Albano   |                                                  |  |  |       |  |  |                                                      |  |  |                                           |  |
|                                                           |                                                     | Maria Felice Peretti Damasceni              | Michele Peretti Damasceni, I principe di Venafro |  |  |       |  |  |                                                      |  |  |                                           |  |
|                                                           |                                                     | Maria Felice Peretti Damasceni              | Michele Peretti Damasceni, I principe di Venafro |  |  |       |  |  |                                                      |  |  |                                           |  |
|                                                           |                                                     | Maria Felice Peretti Damasceni              | Margherita Cavazzi della Somaglia                |  |  |       |  |  |                                                      |  |  |                                           |  |
|                                                           |                                                     | Maria Felice Peretti Damasceni              |                                                  |  |  |       |  |  |                                                      |  |  |                                           |  |